# TSN Top 50 CFL Players
I TSN Top 50 CFL Players sono una lista dei 50 più grandi giocatori della storia della Canadian Football League, scelti da una giuria di 60 giocatori CFL, allenatori attuali e passati, dirigenti e giornalisti nel 2006. La giuria fu riunita dal canale sportivo TSN in collaborazione con la CFL. I risultati furono annunciati in occasione della Grey Cup 2006 a Winnipeg, Manitoba.

## I Top 50
La giuria ha votato su una lista di 185 giocatori, compresi 119 inclusi nel Canadian Football Hall of Fame sulla base di prestazioni dal 1945 e 66 altri identificati in un processo durato tre mesi. Ecco di seguito la lista stilata dai giurati.
| Posizione | Nome             | Ruolo             | Anni in CFL    | Presenze in CFL | Squadre                                               |
| --------- | ---------------- | ----------------- | -------------- | --------------- | ----------------------------------------------------- |
| 1.        | Doug Flutie      | QB                | 1990 – 1997    | 136             | BC, Calgary, Toronto                                  |
| 2.        | George Reed      | RB                | 1963 – 1975    | 203             | Saskatchewan                                          |
| 3.        | Jackie Parker    | QB, RB, DB, K     | 1954 – 1968    | 173             | Edmonton, Toronto, BC                                 |
| 4.        | Mike Pringle     | RB                | 1992 – 2004    | 188             | Sacramento, Baltimore, Montreal, Edmonton             |
| 5.        | Warren Moon      | QB                | 1978 – 1983    | 94              | Edmonton                                              |
| 6.        | Garney Henley    | DB, WR            | 1960 – 1975    | 216             | Hamilton                                              |
| 7.        | Ron Lancaster    | QB                | 1960 – 1978    | 288             | Ottawa, Saskatchewan                                  |
| 8.        | Russ Jackson     | QB                | 1958 – 1969    | 167             | Ottawa                                                |
| 9.        | Wayne Harris     | LB                | 1961 – 1972    | 132             | Calgary                                               |
| 10.       | Allen Pitts      | SB                | 1990 – 2000    | 176             | Calgary                                               |
| 11.       | Dan Kepley       | LB                | 1975 – 1984    | 138             | Edmonton                                              |
| 12.       | John Helton      | DL                | 1969 – 1982    | 219             | Calgary, Winnipeg                                     |
| 13.       | Hal Patterson    | WR                | 1954 – 1967    | 80              | Montreal, Hamilton                                    |
| 14.       | Damon Allen      | QB                | 1985 – 2007    | 350             | Edmonton, Ottawa, Hamilton, Memphis, BC, Toronto      |
| 15.       | Milt Stegall     | SB                | 1995 – present | 163             | Winnipeg                                              |
| 16.       | Willie Pless     | LB                | 1986 – 1999    | 229             | Toronto, BC, Edmonton, Saskatchewan                   |
| 17.       | John Barrow      | OL, DL            | 1957 – 1970    | 192             | Hamilton                                              |
| 18.       | Tony Gabriel     | WR                | 1971 – 1981    | 168             | Hamilton, Ottawa                                      |
| 19.       | Johnny Bright    | FB, LB            | 1952 – 1964    | 157             | Calgary, Edmonton                                     |
| 20.       | Brian Kelly      | WR                | 1979 – 1987    | 137             | Edmonton                                              |
| 21.       | James Parker     | DE, LB            | 1980 – 1991    | 161             | Edmonton, BC, Toronto                                 |
| 22.       | Chris Walby      | OL                | 1981 – 1996    | 254             | Montreal, Winnipeg                                    |
| 23.       | Less Browne      | DB                | 1984 – 1994    | 174             | Hamilton, Winnipeg, Ottawa, BC                        |
| 24.       | Dave Fennell     | DL                | 1974 – 1983    | 154             | Edmonton                                              |
| 25.       | Gizmo Williams   | KR, WR            | 1986 – 2000    | 200             | Edmonton                                              |
| 26.       | Sam Etcheverry   | QB                | 1952 – 1960    | 122             | Montreal                                              |
| 27.       | Tommy Joe Coffey | WR, K             | 1959 – 1973    | 197             | Hamilton, Edmonton, Toronto                           |
| 28.       | Grover Covington | DE                | 1981 – 1991    | 168             | Hamilton                                              |
| 29.       | Leo Lewis        | RB                | 1955 – 1966    | 161             | Winnipeg                                              |
| 30.       | Lui Passaglia    | K, P, WR          | 1976 – 2000    | 408             | BC                                                    |
| 31.       | Pinball Clemons  | RB, KR            | 1989 – 2000    | 185             | Toronto                                               |
| 32.       | Roger Aldag      | OL                | 1976 – 1992    | 271             | Saskatchewan                                          |
| 33.       | Dickie Harris    | DB                | 1972 – 1982    | 134             | Montreal                                              |
| 34.       | Normie Kwong     | FB                | 1948 – 1960    | 157             | Calgary, Edmonton                                     |
| 35.       | Marv Luster      | DB                | 1961 – 1974    | 183             | Montreal, Toronto                                     |
| 36.       | Ray Elgaard      | SB                | 1983 – 1996    | 220             | Saskatchewan                                          |
| 37.       | Angelo Mosca     | DL                | 1958 – 1972    | 160             | Hamilton, Ottawa                                      |
| 38.       | Larry Highbaugh  | DB                | 1971 – 1983    | 195             | BC, Edmonton                                          |
| 39.       | Matt Dunigan     | QB                | 1983 – 1996    | 194             | Edmonton, BC, Toronto, Winnipeg, Birmingham, Hamilton |
| 40.       | Joe Montford     | DE                | 1995 – 2006    | 185             | Shreveport, Hamilton, Toronto, Edmonton               |
| 41.       | Kaye Vaughan     | OL                | 1953 – 1964    | 166             | Ottawa                                                |
| 42.       | Mervyn Fernandez | WR                | 1982 – 1994    | 83              | BC                                                    |
| 43.       | Bill Baker       | DE                | 1968 – 1978    | 174             | Saskatchewan, BC                                      |
| 44.       | Dan Bass         | LB                | 1980 – 1991    | 197             | Toronto, Calgary, Edmonton                            |
| 45.       | Terry Vaughn     | SB                | 1995 – 2006    | 203             | Calgary, Edmonton, Montreal, Hamilton                 |
| 46.       | Joe Krol         | QB                | 1945 – 1955    | 92              | Toronto                                               |
| 47.       | Tom Clements     | QB                | 1975 – 1987    | 182             | Ottawa, Saskatchewan, Hamilton, Edmonton              |
| 48.       | Rollie Miles     | RB, LB, DB, KR, P | 1951 – 1961    | 122             | Edmonton                                              |
| 49.       | Bill Frank       | OL                | 1962 – 1976    | 184             | BC, Toronto, Winnipeg                                 |
| 50.       | Darren Flutie    | WR                | 1991 – 2002    | 193             | BC, Edmonton, Hamilton                                |